# Zigrasimeciinae
Zigrasimeciinae (лат.) — ископаемое подсемейство муравьёв. Ранее включалось в состав Sphecomyrminae.

## Описание
Наличник поперечный и дугообразный; передний край клипеального края широко вогнутый). Жвалы повернута в лунке с затянутым лезвием таким образом, что вентромедиальный мандибулярный край обнажен в анфас (это состояние для Boltonimecia неизвестно). Вентральная (внутренняя) лицевая сторона мандибул с плотным набором шиповидных щетинок (состояние для † Boltonimecia неизвестно). Усики очень широко расставлены, расположены почти под сложными глазами (при виде анфас), примерно на расстоянии одной длины скапуса или более друг от друга. Лицевая часть головы у самок с линейными и диагонально ориентированными бороздками для приема скапусов, простирающихся от усиковых выступов до передних краев сложных глаз. Самцы неизвестны.

## Классификация
3 ископаемых рода. Ранее Zigrasimeciinae рассматривалось в ранге трибы Zigrasimeciini в составе подсемейства Sphecomyrminae. В 2017 году после дополнительного изучения типового материала вид Sphecomyrma canadensis был выделен в отдельный род Boltonimecia и вместе с родом Zigrasimecia включён в отдельную трибу Zigrasimeciini.
В 2020 году сначала был описан новый род и вид Protozigrasimecia chauli, а затем триба Zigrasimeciini получила статус отдельного подсемейства Zigrasimeciinae.
- † Boltonimecia Borysenko, 2017
  - † Boltonimecia canadensis (Wilson, 1985) (Medicine Hat amber)[5]
- † Protozigrasimecia Cao et al., 2020[4]
  - † Protozigrasimecia chauli Cao et al., 2020 (бирманский янтарь)
- † Zigrasimecia Barden & Grimaldi, 2013[6]
  - † Zigrasimecia boudinoti Chaul, 2023 (бирманский янтарь)[7]
  - † Zigrasimecia caohuijiae Chaul, 2023 (бирманский янтарь)[7]
  - † Zigrasimecia chuyangsui Chaul, 2023 (бирманский янтарь)[7]
  - † Zigrasimecia ferox Perrichot, 2014 (бирманский янтарь)[8]
  - † Zigrasimecia goldingot Zhuang et al., 2022 (бирманский янтарь)[9]
  - † Zigrasimecia hoelldobleri Cao et al., 2020 (бирманский янтарь)
  - † Zigrasimecia perrichoti Chaul, 2023 (бирманский янтарь)[7]
  - † Zigrasimecia thate Chaul, 2023 (бирманский янтарь)[7]
  - † Zigrasimecia tonsora Barden & Grimaldi, 2013 (бирманский янтарь)
  - † Zigrasimecia zui Zhuang et al., 2023 (бирманский янтарь)[10]

| Подсемейство Zigrasimeciinae Borysenko, 2017 |                   |              |             |                           |                           |        |
| Род                                          | Автор таксона     | Год описания | Число видов | Типовой вид               | Изображение               | Ссылки |
| -------------------------------------------- | ----------------- | ------------ | ----------- | ------------------------- | ------------------------- | ------ |
| †Boltonimecia                                | Borysenko         | 2017         | 1           | †Boltonimecia canadensis  | †Boltonimecia canadensis  | [ 5 ]  |
| †Protozigrasimecia                           | Cao et al.        | 2020         | 1           | †Protozigrasimecia chauli | †Protozigrasimecia chauli | [ 4 ]  |
| †Zigrasimecia                                | Barden & Grimaldi | 2013         | 10          | †Zigrasimecia tonsora     | †Zigrasimecia tonsora     | [ 6 ]  |